# Jenne Meinema
Jenne Meinema (* 18. Mai 1931 in Groningen; † 3. Oktober 2020 in Haren) war ein niederländischer Jazz- und Unterhaltungsmusiker (Alt-, Tenor- und Baritonsaxophon).

## Leben und Wirken
Meinema, der zunächst Klarinette spielte, geriet während des Zweiten Weltkriegs in den Bann der Jazzmusik. Besonders die Musik von Charlie Parker beeindruckte ihn. 1950 trat er zum ersten Mal öffentlich auf. Während des Militärdiensts bildete er 1952 im Auftrag des Wohlfahrtsamtes eine Jazz-Combo. Ab 1953 spielte er in seinem eigenen Tanzorchester The Ringleaders, daneben Jazz im eigenen Quintett, mit dem 1955 auch Aufnahmen für den Rundfunk entstanden. 1958 brach er sein Soziologiestudium ab, um sich in Deutschland einem Orchester anzuschließen, das amerikanische Soldaten unterhielt. Zurück in den Niederlanden spielte er 1962/63 wöchentlich für eine Jugendsendung des Rundfunks, dann als Begleiter des Kabarettisten Seth Gaaikema.
Weit bekannt wurde Meinema als Gastmusiker bei Cuby + Blizzards. Im Jazz beteiligte er sich an zahlreichen Projekten in allen möglichen Kombinationen und Stilen. So initiierte er beispielsweise 1967 die Big Band ’67, in der Rein de Graaff im Satz spielte. Ende der 1980er Jahre gehörte er zu Baritone Madness und war dann einer der Gründer von Jumping the Blues. Weiterhin spielte er mit Adam Oliviers New Orleans Walking Orchestra, der Silver Leaf Brass Band und seit 1975 mit seiner eigenen Jazz-Fusion-Band, dem Jenne Meinema Quartet. Im Bereich der Unterhaltungsmusik spielte er mit dem Noorder Ballroom Orkest, The Scarlet Pimpernels, aber auch im Orchester von Arie Ribbens, mit dem er ein Album aufnahm, und der daraus entstehenden North Star Showband. Im Bereich des Jazz trat er viele Jahre mit dem Pianisten Lex Jasper auf, 2013 auch mit Frans Wieringa.
Meinema verband die Tätigkeit als Musiker seit 1977 mit einer Arbeit für den Bouwfonds Nederlandse Gemeenten, bei dem er elf Jahre lang angestellt war. Danach war er sieben Jahre lang Direktor des Noordelijke Fonotheekdienst, um dann als stellvertretender Direktor des Groninger Konservatoriums dort die Abteilung für Jazz & Pop zu gründen. Für die Stichting Beeldlijn drehte Buddy Hermans über Meinema den Dokumentarfilm Jenne (1990).

## Diskographische Hinweise
- George & the Rebels/Zamora’s: You Turn Me On/Tennessee Waltz (1965, Single)
- Cuby + Blizzards: Trippin’ Thru' a Midnight Blues (1968)
- Cuby + Blizzards: King of the World (1970)
- The Amstel Octet: Amstel Crossing (1984, mit Edu Ninck Blok, Evert Hekkema, Kees van Lier, Dick de Graaf, Vince Benedetti, Hein van de Geyn, Arnoud Gerritse bzw. John Engels)
- Baritone Madness: Heavy Berries (1988, mit Henk van Es, Frans Vermeerssen, Alan Laurillard, Hans Bosch, Kees Post, Harry Arling, Gerry Arling)
- Jumping the Blues: Live in de Spieghel (1990)